# Лоар-Гурду-Лесер LGL-33
Лоар-Гурду-Лесер LGL-33 (фр. Loire-Gourdou-Lesseurre LGL-33) је једноседи ловачки авион направљен у Француској. Авион је први пут полетео 1925. године. 

Највећа брзина авиона при хоризонталном лету је износила 260 km/h.
Распон крила авиона је био 12,20 метара, а дужина трупа 8,03 метара. Празан авион је имао масу од 1139 килограма. Нормална полетна маса износила је око 1584 килограма. Био је наоружан са два синхронизована митраљеза калибра 7,7 милиметара.

## Наоружање
| Наоружање авиона: Лоар-Гурду-Лесер |     |
| Ватрено (стрељачко) наоружање      |     |
| Топ                                |     |
| Митраљез                           |     |
| Број и ознака митраљеза            | 2   |
| Калибар                            | 7,7 |
| Бомбардерско наоружање (бомбе)     |     |
| Ракетно наоружање (ракете)         |     |